# 木爾坦
木爾坦（本地發音：[mɵlˈtäːnᵊ] ⓘ）位於傑納布河東的一座小山上，有人口380萬；是巴基斯坦旁遮普省的城市。

## 歷史
公元712年，穆斯林攻佔木爾坦；此後木爾坦一直成為伊斯蘭教在印度的前哨基地。木爾坦戰略地位重要，在歷史上曾被阿富汗人（1779年）、錫克人（1818年）和英國人（1849年）所佔領。